# Austrozele uniformis
Austrozele uniformis är en stekelart som först beskrevs av Léon Abel Provancher 1880.  Austrozele uniformis ingår i släktet Austrozele och familjen bracksteklar. Inga underarter finns listade.